# Ferdy
Ferdy (Die grosse Abenteuer des kleinen Ferdinand) è un cartone animato cecoslovacco prodotto da European Cartoon Production Munchen, trasmessa nel 1984 per un totale di 52 episodi. Gli episodi sono tratti dai racconti di Ondřej Sekora.

## Personaggi
- Ferdy
- Pytlik
- Brutalinsky
- Annunciatrice
- Pastafrolla
- Oscar
- Uncino
- Peter Cappello